# 黑暗編年史
新黑暗世界（New World of Darkness，简称nWoD）是白狼遊戲公司2004年发布的全新的黑暗世界系统设定书。其核心为2004年8月推出的《World of Darkness Rulebook》，其中提供了基本世界观和扮演凡人角色的指南。现在已推出的基于新黑暗世界的扩展产品线包括en:Vampire: the Requiem、en:Werewolf: the Forsaken和en:Mage: the Awakening。白狼公司还将继续推出基于此系统的扩展设定集。
在2015年12月白狼被Paradox Interactive收购后，新黑暗世界被重命名为黑暗编年史（
Chronicles of Darkness，简称CofD），好让它跟重新启动的旧黑暗世界（现称经典黑暗世界，简称cWoD）系列区分。

## 旧黑暗世界
旧黑暗世界（简称oWoD）是从白狼遊戲公司1991年用en:Vampire: the Masquerade（吸血鬼）的游戏开始的黑暗世界。黑暗世界还有桌上角色扮演游戏产品线：狼人之末日怒吼（狼人）, en:Mage: the Ascension（法师）, en:Changeling: the Dreaming（换生灵）, en:Hunter: the Reckoning（猎人）, en:Demon: the Fallen（堕落天使/恶魔）。

## 外部連結
- 黑暗世界 wiki